# Clathria pachystyla
Clathria pachystyla är en svampdjursart som beskrevs av Claude Lévi 1963. Clathria pachystyla ingår i släktet Clathria och familjen Microcionidae. Inga underarter finns listade i Catalogue of Life.